# Los Mistrovství světa ve fotbale 2010
Los Mistrovství světa ve fotbale 2010 proběhl v pátek 4. prosince 2009 od 18 hodin středoevropského času v jihoafrickém Kapském Městě.

## Rozdělení účastníků
Před vlastním losováním byly týmy rozděleny do 4 skupin (tzv. košů). Každá ze skupin čítala 8 členů.
Do prvního koše byla nasazena pořadatelská země a dále 7 nejvýše postavených kvalifikovaných týmů v žebříčku FIFA z října 2009. O tomto způsobu sestavení rozhodla organizační komise Mezinárodní fotbalové federace.
Do druhého koše byly ze zbývajících kvalifikovaných zemí umístěny ty, které jsou ze Severní či Střední Ameriky a z Asie.
Třetí koš se skládá z kvalifikovaných zemí z Afriky a Jižní Ameriky.
Čtvrtý koš obsahuje zbývající kvalifikanty z Evropy.

### Přehled jednotlivých košů

#### 1. koš
- Jihoafrická republika – pořadatelská země
- Brazílie – 1. místo na žebříčku FIFA v říjnu 2009[2]
- Španělsko – 2. místo na žebříčku FIFA v říjnu 2009[2]
- Nizozemsko – 3. místo na žebříčku FIFA v říjnu 2009[2]
- Itálie – 4. místo na žebříčku FIFA v říjnu 2009[2]
- Německo – 5. místo na žebříčku FIFA v říjnu 2009[2]
- Argentina – 6. místo na žebříčku FIFA v říjnu 2009[2]
- Anglie – 7. místo na žebříčku FIFA v říjnu 2009[2]

#### 2. koš
- Japonsko
- Jižní Korea
- Severní Korea
- Austrálie
- Nový Zéland
- USA
- Mexiko
- Honduras

#### 3. koš
- Nigérie
- Pobřeží slonoviny
- Ghana
- Kamerun
- Alžírsko
- Paraguay
- Chile
- Uruguay

#### 4. koš
- Francie
- Portugalsko
- Dánsko
- Slovensko
- Slovinsko
- Švýcarsko
- Řecko
- Srbsko

## Losování mistrovství
Vlastního losovací akt vedl generální sekretář FIFA Jérôme Valcke s herečkou Charlize Theron. Míčky s názvy jednotlivých zemí tahali z košů ragbista John Smit a vytrvalec Haile Gebrselassie, míčky s pořadovými čísly pozic v jednotlivých skupinách tahali hráč kriketu Makhaya Ntini a fotbalisté Simphiwe Dludlu, Matthew Booth a David Beckham.

### Postup losování
Celkem bylo nalosováno 8 skupin a to tak, že z každého z košů (viz výše) byl do skupiny vylosován jeden tým. Navíc se v jedné skupině nesmí potkat dva týmy ze stejného kontinentu (s výjimkou Evropy; dvě evropská mužstva v jedné skupině být mohou). Jednotlivé skupiny pak byly označeny písmeny abecedy.

### Pořadí losovaných týmů
Termínový program jednotlivých skupin mistrovství byl stanoven již před vlastním losováním skupin. V tomto termínovém programu byly jednotlivé týmy v rámci skupiny označovány pořadovým číslem (například pro skupinu A: A1, A2, A3 a A4). Stanovení tohoto pořadového čísla nemá (s výjimkou 1. koše) žádnou souvislost s označením košů, do nichž byly účastnické týmy před mistrovstvím rozděleny.
Z tohoto důvodu bylo nutné po vylosování člena skupiny ihned stanovit i zmíněné pořadí v této skupině.
Pořadí vylosovaných týmů bylo následující:
1. Jihoafrická republika – na pozici A1
2. Argentina – na pozici B1
3. Anglie – na pozici C1
4. Německo – na pozici D1
5. Nizozemsko – na pozici E1
6. Itálie – na pozici F1
7. Brazílie – na pozici G1
8. Španělsko – na pozici H1
9. Mexiko – na pozici A2
10. Jižní Korea – na pozici B3
11. USA – na pozici C2
12. Austrálie – na pozici D2
13. Japonsko – na pozici E3
14. Nový Zéland – na pozici F3
15. Severní Korea – na pozici G2
16. Honduras – na pozici H3
17. Nigérie – na pozici B2[Poznámka 1]
18. Pobřeží slonoviny – na pozici G3[Poznámka 2]
19. Alžírsko – na pozici C3[Poznámka 3]
20. Uruguay – na pozici A3[Poznámka 4]
21. Ghana – na pozici D4
22. Kamerun – na pozici E4
23. Paraguay – na pozici F2
24. Chile – na pozici H4
25. Francie – na pozici A4
26. Řecko – na pozici B4
27. Slovinsko – na pozici C4
28. Srbsko – na pozici D3
29. Dánsko – na pozici E2
30. Slovensko – na pozici F4
31. Portugalsko – na pozici G4
32. Švýcarsko – na pozici H2

1. ↑  Nigérie nesměla být nalosována do skupiny A, protože v ní je již jiný africký tým – Jihoafrická republika. Vzhledem k tomu, že ve třetím koši byly i týmy z Jižní Ameriky, obsadila Nigérie přednostně skupinu s nasazeným týmem z Jižní Ameriky (protože dva týmy z jednoho kontinentu (kromě Evropy) být nesmějí).
2. ↑  Pobřeží slonoviny nesmělo být nalosováno do skupiny A, protože v ní je již jiný africký tým – Jihoafrická republika. Ze stejného důvodu jako v případě Nigérie bylo proto Pobřeží slonoviny umístěno do skupiny s týmem z Jižní Ameriky.
3. ↑  Alžírsko nesmělo být nalosováno do skupiny A, protože v ní je již jiný africký tým – Jihoafrická republika.
4. ↑  Uruguay je prvním možným týmem, který mohl být přiřazen do skupiny A k Jihoafrické republice, protože – na rozdíl od doposavad vylosovaných týmů ze 3. koše – se nejedná o africkou zemi.

### Přehled nalosovaných skupin

#### Skupina A
- Jihoafrická republika
- Mexiko
- Uruguay
- Francie

#### Skupina B
- Argentina
- Nigérie
- Jižní Korea
- Řecko

#### Skupina C
- Anglie
- USA
- Alžírsko
- Slovinsko

#### Skupina D
- Německo
- Austrálie
- Srbsko
- Ghana

#### Skupina E
- Nizozemsko
- Dánsko
- Japonsko
- Kamerun

#### Skupina F
- Itálie
- Paraguay
- Nový Zéland
- Slovensko

#### Skupina G
- Brazílie
- Severní Korea
- Pobřeží slonoviny
- Portugalsko

#### Skupina H
- Španělsko
- Švýcarsko
- Honduras
- Chile